# Parque natural nacional del Bajo Sula
El parque natural nacional del Bajo Sula, también conocido como: Nyzniodniprovsky NNP (en ucraniano: Нижньосульський національний природний парк) es un parque nacional de Ucrania que cubre los tramos inferiores del río Sulá cuando entra en el embalse de Kremenchuk, 120 kilómetros al sureste de Kiev. Los extensos pantanos, ciénagas y otros humedales del área son hábitats importantes para peces, aves acuáticas y plantas de las llanuras aluviales. El parque está situado en los distritos administrativos (raión) de Hlobyne, Orzhytsia y Semenivka del óblast de Poltava, y el raión de Zolotonosha (hasta julio de 2020, raión de Chornobai) del óblast de Cherkasy.

## Topografía
Como suele ocurrir en muchos parque nacionales ucranianos, el parque se formó el 10 de febrero de 2010 mediante la combinación de una serie de áreas protegidas, cada una de las cuales conserva su forma original. Éstas incluyen :
- Hito nacional "Sulinsky", un lugar de desove e invernada para peces en los humedales en el borde del embalse.
- Reserva hidrológica "Velikoselytsky", un complejo de lagos poco profundos, pantanos de llanuras aluviales y pantanos
- Reserva hidrológica "Plekhovsky", un área de prados y pantanos con alces, zorros, garduñas y jabalíes.
- Reserva hidrológica "Salty", zona de suelo salino y plantas halófitas.
- Reserva hidrológica "Rincón de Rogozov", un área de lagos, pantanos elevados y pantanos.
- Reserva "Onyshkivsky", una reserva paisajística.
- Sitio patrimonial "Tarasenkovsky", un parque cultural y también una reserva entomológica.
- Reserva hidrológica "Chutovsky", también una reserva de valor cultural local

Estas áreas se extienden a lo largo del río Sula, sus afluentes inferiores y los accesos al embalse de Kremenchuk. Gran parte del terreno es llano, particularmente alrededor de Sulsky Bay, que desemboca en el embalse; otras áreas de la margen derecha son montañosas. En la bahía, algunas islas alcanzan de 2 a 6 metros sobre el nivel del agua.

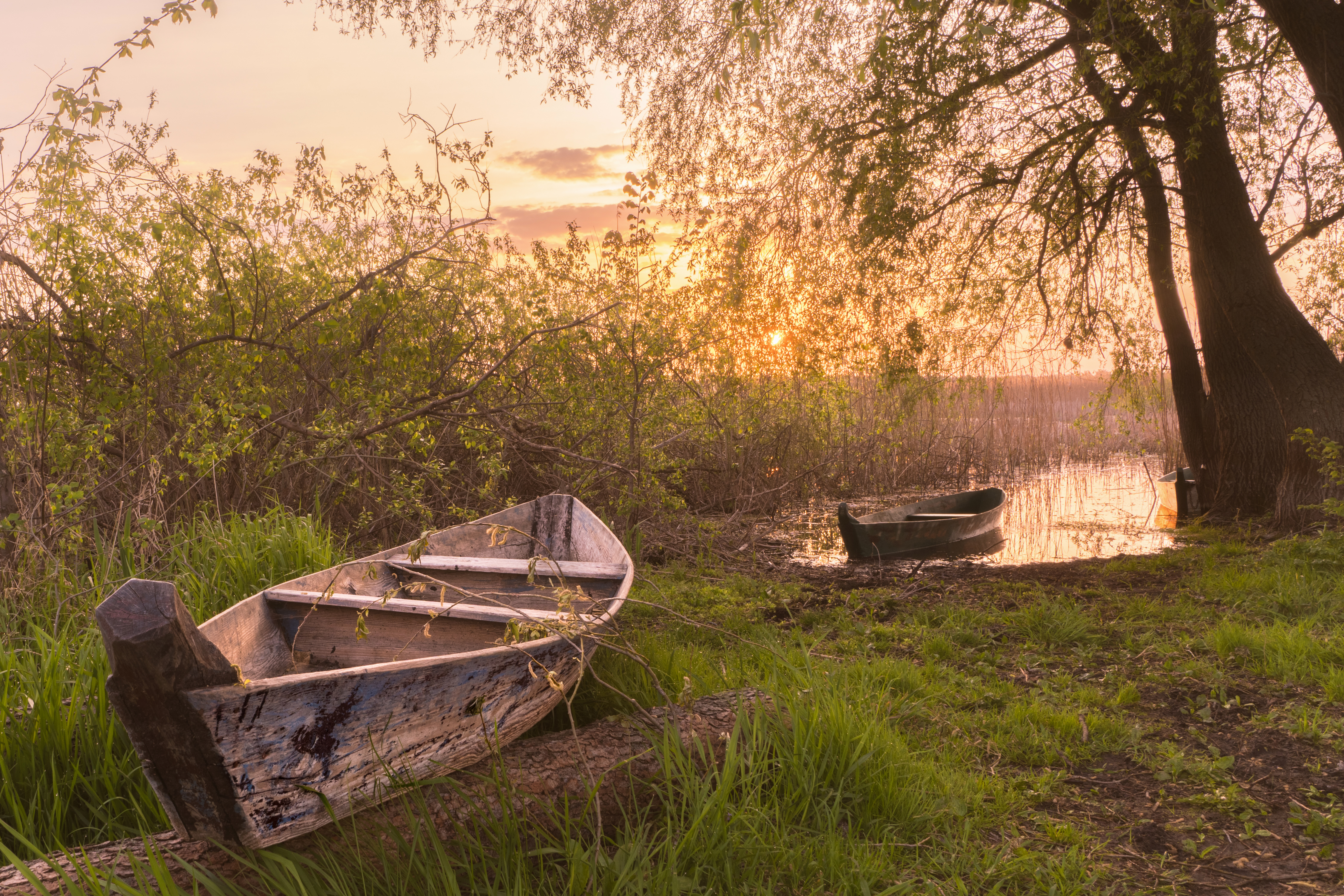
Varios botes en la orilla del río Sulá

## Clima y ecorregión
El clima del parque es Clima continental húmedo, con veranos cálidos (clasificación climática de Köppen (Dfb)). Este clima se caracteriza por grandes diferencias estacionales de temperatura y un verano cálido (al menos cuatro meses con un promedio de más de 10 °C (50,0 °F), pero ningún mes con un promedio de más de 22 °C (71,6 °F).
El parque se encuentra en el borde occidental de la ecorregión del Bosque estepario de Europa oriental, una zona de transición entre los bosques de hoja ancha del norte y las praderas del sur. Esta ecorregión se caracteriza por un mosaico de bosques, estepas y humedales ribereños.

## Flora y fauna
El parque se encuentra en una zona botánica de estepas de praderas en terrazas, bosques de roble y pino en terrazas, llanuras de inundación (del río Sulá y sus afluentes), marismas eutróficas y vegetación dehesa-halofítica (muy influenciada por la creación del embalse en 1959). Grandes áreas del embalse son poco profundas y la vegetación acuática se ha desarrollado mucho. Debido a que la ecología del área es relativamente nueva, aún no ha sido completamente estudiada. Se cree que más de 600 especies de plantas vasculares se encuentran dentro de los límites del parque.

## Uso público

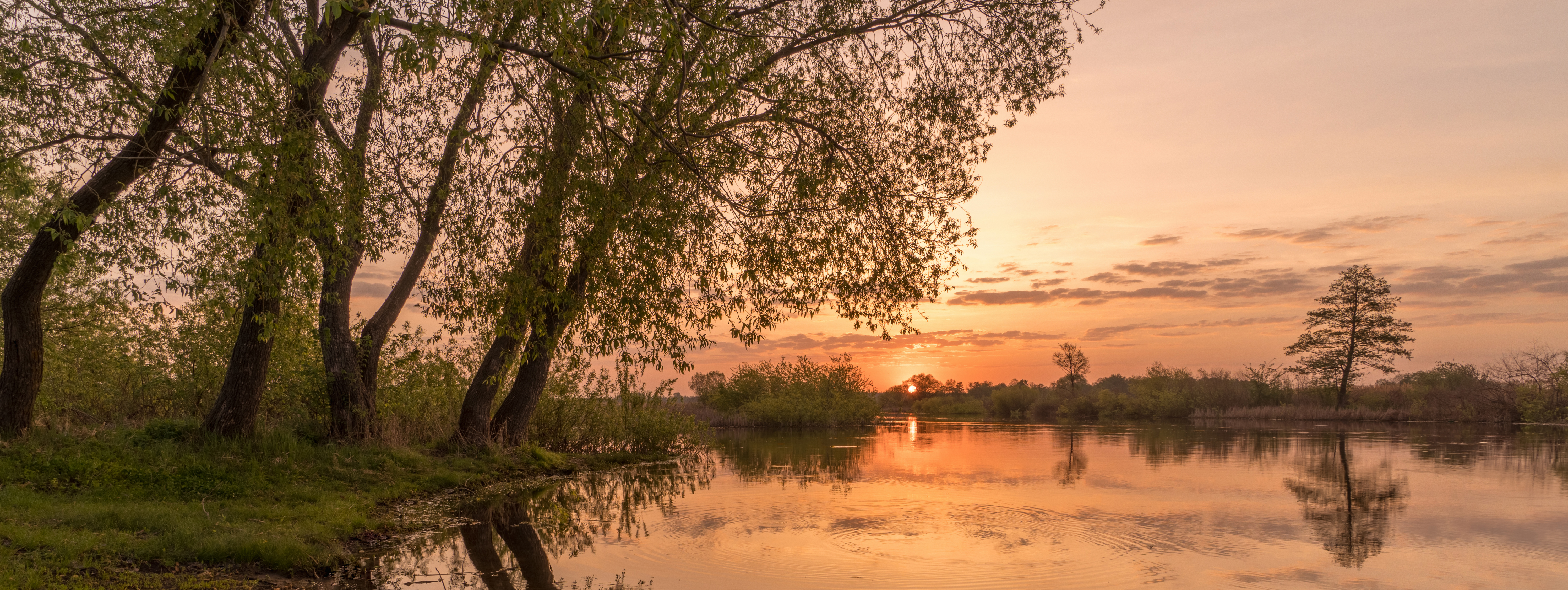
Amanecer en el río Sulá

En 2017 se inauguró un nuevo sendero turístico ecológico, con visitas a hábitats representativos del parque y carteles informativos en el recorrido. El parque apoya programas educativos para niños de escuelas locales. Gran parte del parque está reservado para la protección de la naturaleza, pero el uso recreativo está permitido en áreas designadas, y la natación, la pesca recreativa y los recorridos acuáticos son populares. Ha habido problemas en el pasado con la pesca ilegal, la caza furtiva y el uso privado no permitido. Las medidas de seguridad han aumentado en los últimos años; durante una ofensiva contra la pesca ilegal en 2012, los funcionarios del parque retiraron 12,8 kilómetros de redes prohibidas de las aguas del parque.